# Končar
Končar är ett kroatiskt industriföretag och aktiebolag med huvudkontor i Zagreb. Företaget grundades år 1921 och tillverkar högspänningsrelaterade produkter, däribland transformatorer, generatorer och ställverk. Genom konsortiet Crotram deltar Končar även i tillverkningen av spårvagnar. Moderbolaget Končar Elektroindustrija d.d., även kallat Končar Group, har 18 dotterbolag med omkring 3 800 anställda.
Företaget exporterar till mer än 100 länder världen över. År 2014 uppgick företagets omsättning till 380 000 euro varav mer än hälften var exportbaserad. Export sker främst till EU-länder. De fem största exportmarknaderna år 2014 var Bosnien och Hercegovina, Finland, Förenade Arabemiraten, Sverige och Tyskland.
Končar är sedan år 2003 noterad på Zagrebbörsen.